# Маєр Беван
Маєр Беван (англ. Myer Bevan, нар. 23 квітня 1997, Окленд) — новозеландський футболіст, нападник клубу «Окленд Сіті» та національної збірної Нової Зеландії. Виступав також за низку новозеландських і закордонних клубів. Дворазовий чемпіон Нової Зеландії. Триразовий клубний чемпіон Океанії.

## Клубна кар'єра
Маєр Беван народився 1997 року в Окленді. Розпочав займатися футболом у юнацькій команді футбольного клубу «Вестерн Спрінгс», пізніше займався в юнацьких командах клубів «Окленд Сіті» та «Найк Академі». У 2016 році Беван розпочав грати в основній команді клубу «Окленд Сіті», в якій того року взяв участь в одному матчі чемпіонату. У 2017 році новозеландець перейшов до канадського клубу MLS «Ванкувер Вайткепс», проте в 2017 році грав за другу команду клубу, а в 2018 році грав у оренді в шведському клубі «Гускварна» та американському клубі «Фресно».
У 2019 році футболіст повернувся на батьківщину до клубу «Вестерн Спрінгс», у складі якого зумів відзначитись високою результативністю, забивши у складі команди 7 голів у 13 проведених матчах. У другій половині 2019 року Беван знову став гравцем «Окленд Сіті», у складі якого в сезоні 2019—2020 років став чемпіоном Нової Зеландії та кращим бомбардиром чемпіонату. У 2020—2021 роках новозеландський нападник грав у складі південноафриканської команди «ТС Гелаксі», хоча там гравцем основного складу не став, та за рік на короткий час повернувся до складу «Окленд Сіті».
У 2022 році футболіст перейшов до складу канадського клубу «Кавалрі», у складі якого зумів відзначитись високою результативністю, та став кращим бомбардиром Прем'єр-ліги Канади. З 2024 року Маєр Беван знову грає у складі «Окленд Сіті». У складі команди футболіст ще раз став чемпіоном Нової Зеландії, та ще 2 рази став переможцем Ліги чемпіонів ОФК.

## Виступи за збірні
Протягом 2016—2019 років Маєр Беван виступав у складі молодіжної збірної Нової Зеландії. На молодіжному рівні зіграв у 14 офіційних матчах, забив 19 голів.
У 2017 році Беван дебютував у складі національної збірної Нової Зеландії, в якій грав до 2018 року, провів у її складі 6 матчів, у яких відзначився 2 забитими голами.

## Титули і досягнення

### Командні
- Чемпіон Нової Зеландії (2):

«Окленд Сіті»: 2019—2020, 2024
- Клубний чемпіон Океанії (3):

«Окленд Сіті»: 2016, 2024, 2025

### Особисті
- Кращий бомбардир чемпіонату Нової Зеландії: 2019—2020 (13 голів)
- Кращий бомбардир Прем'єр-ліги Канади: 2023 (11 голів, разом з Оллі Бассетом)